# Jorge Barrios
Jorge Walter Barrios Balestrasse (Las Piedras, 24 de janeiro de 1961) é um ex-futebolista uruguaio que atuava como meio-de-campo. Barrios é uma das grandes figuras do pequeno Montevideo Wanderers.  Foi o capitão da Seleção Uruguaia na Copa do Mundo FIFA de 1986.

## Carreira
Começou (em 1977) e encerrou (em 2000) a carreira no Montevideo Wanderers, onde passou treze anos, divididos em duas passagens. Seu maior momento ocorreu em 1980. Naquele ano, estrelado por Enzo Francescoli, o time conseguiu o vice-campeonato nacional, o melhor resultado dos alvinegros desde seu quarto e último título nacional, em 1931 (ainda na fase amadora do futebol local),  atrás apenas do grande time do Nacional, campeão também da Libertadores e da Copa Intercontinental daquele ano.
Também naquele ano, ele chegou à Seleção Uruguaia, integrando junto com o colega Ariel Krasouski o plantel vencedor do Mundialito, inclusive marcando o gol da vitória sobre o Brasil.
Em 1983, ainda no Wanderers, integrou a Celeste campeã da Copa América do ano, juntamente dos colegas Luis Alberto Acosta, Raúl Esnal e Enzo Francescoli. Entre 1985 e 1993, El Chifle, como era apelidado, rodou pela Grécia (no Olympiakos e Levadiakos) e também defendeu o Peñarol.